# Komplekst system
Et komplekst system er et system, der består af mange interagerende dele. Pga. interaktionerne har det samlede system ikke blot summen af delsystemernes egenskaber, men i stedet nye egenskaber - et fænomen kaldet emergens.
Et eksempel på et komplekst system er er vand. I modsætning til et enkelt vandmolekyle kan vand flyde i rør og vandløb - roligt eller turbulent - det har en overfladespænding, og det kan undergå faseovergange, hvor det bliver til is eller damp. Disse egenskaber er alle emergente, da de ikke findes hos individuelle vandmolekyler.
Andre eksempler på komplekse systemer tæller fx sociale netværk, søer, finansmarkedet og immunsystemet.
I 2021 gik Nobelprisen i fysik til Giorgio Parisi, Syukuro Manabe og Klaus Hasselmann for deres studier af komplekse systemer.